# 長岡現代美術館
長岡現代美術館（ながおかげんだいびじゅつかん）は、新潟県長岡市にあった私設美術館。1964年に開館し、日本で初めて館名に「現代美術」を用いた美術館である。1979年に閉館し、現在は長岡商工会議所美術文化ホールとなっている。

## 歴史

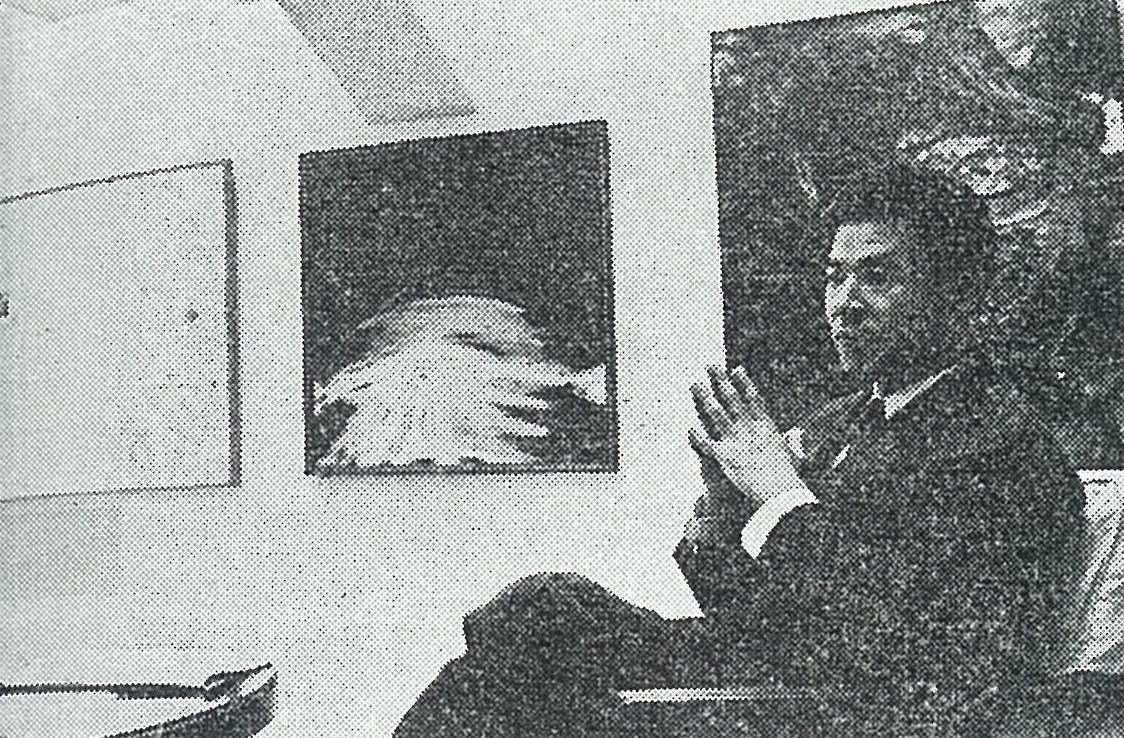
東京画廊主の山本孝

### 長岡市の美術の俯瞰
江戸時代の長岡は越後長岡藩の城下町として能・茶道・文人画などの趣味に長けた人材が多く、加賀藩の金沢と並んで北陸の文化的中心地だった。明治期以後には日本美術院（院展）で活躍した日本画家の下村観山を招いて制作を行わせたこともあった。長岡出身の芸術家としては、明治期に不同舎を設立した洋画家の小山正太郎(1857-1916)、大正期に太平洋画会結成に参加した高村真夫(1876-1954)などが挙げられる。 国立国際美術館長で美術評論家の本間正義は長岡出身である。

### 日本の現代美術
1940年代末には日本美術会が日本初の現代美術展である日本アンデパンダン展を開催し、1951年には日本初の近代美術館である神奈川県立近代美術館が開館。1952年には東京に国立近代美術館が開館し、1954年には現代日本美術展が創設された。長岡現代美術館が開館した1964年には、『芸術生活』の誌上で高階秀爾や東野芳明によるポップアート論争が起こり、『美術手帖』の誌上で宮川淳や東野による反芸術論争が起こっている。

### 開館
太平洋戦争終戦後の1950年、新潟市出身の山本孝は日本最初期の現代美術専門画廊「東京画廊」を東京・銀座に開業した。大光相互銀行（現・大光銀行）社長で当地在住の実業家駒形十吉は東京画廊が開業して以来の顧客であり、東京画廊は駒形の財力で成長し、駒形のコレクションは山本の目利きで成長した。駒形が集めた近現代美術作品を基にして、1964年8月2日に駒形を館長とする私設美術館として長岡現代美術館が開館。開館披露には美術評論家の針生一郎や今泉篤男、画家の岡本太郎、前田常作、元永定正らが国鉄上野駅発の急行「佐渡」号で駆けつけた。
長岡現代美術館は日本で初めて館名に「現代美術」を用いた美術館であり、大光相互銀行が建設した文化会館が施設に使用された。公立の新潟県立近代美術館が開館するのは約30年後の1993年、同じく公立の新潟県立万代島美術館が開館するのは約40年後の2003年であり、長岡現代美術館は新潟県初の本格的な美術館だった。開館時には日本を代表する現代美術家斎藤義重のレリーフ「大智浄光」が建物の正面右側に設置され、2階ロビーには前田常作の壁画が設置された。開館時の1階展示室常設展示作品は33点であり、パブロ・ピカソ、フェルナン・レジェ、ワシリー・カンディンスキー、ヴォルス、フリーデンスライヒ・フンデルトヴァッサー、ジュゼッペ・カポグロッシ、タジリシンキチ、岡本太郎、前田常作、元永定正、川端実、高間惣七、桂ユキ子、オノサト・トシノブ、白髪一雄、田中田鶴子などの作品であった。3階展示室には近代洋画が集められ、浅井忠、青木繁、岸田劉生、萬鉄五郎、前田寛治、佐伯祐三、小出楢重、梅原龍三郎、安井曾太郎、鳥海青児、海老原喜之助、脇田和、糸園和三郎、横山操、加山又造などの作品が開館時に陳列された。

### 反響と閉館

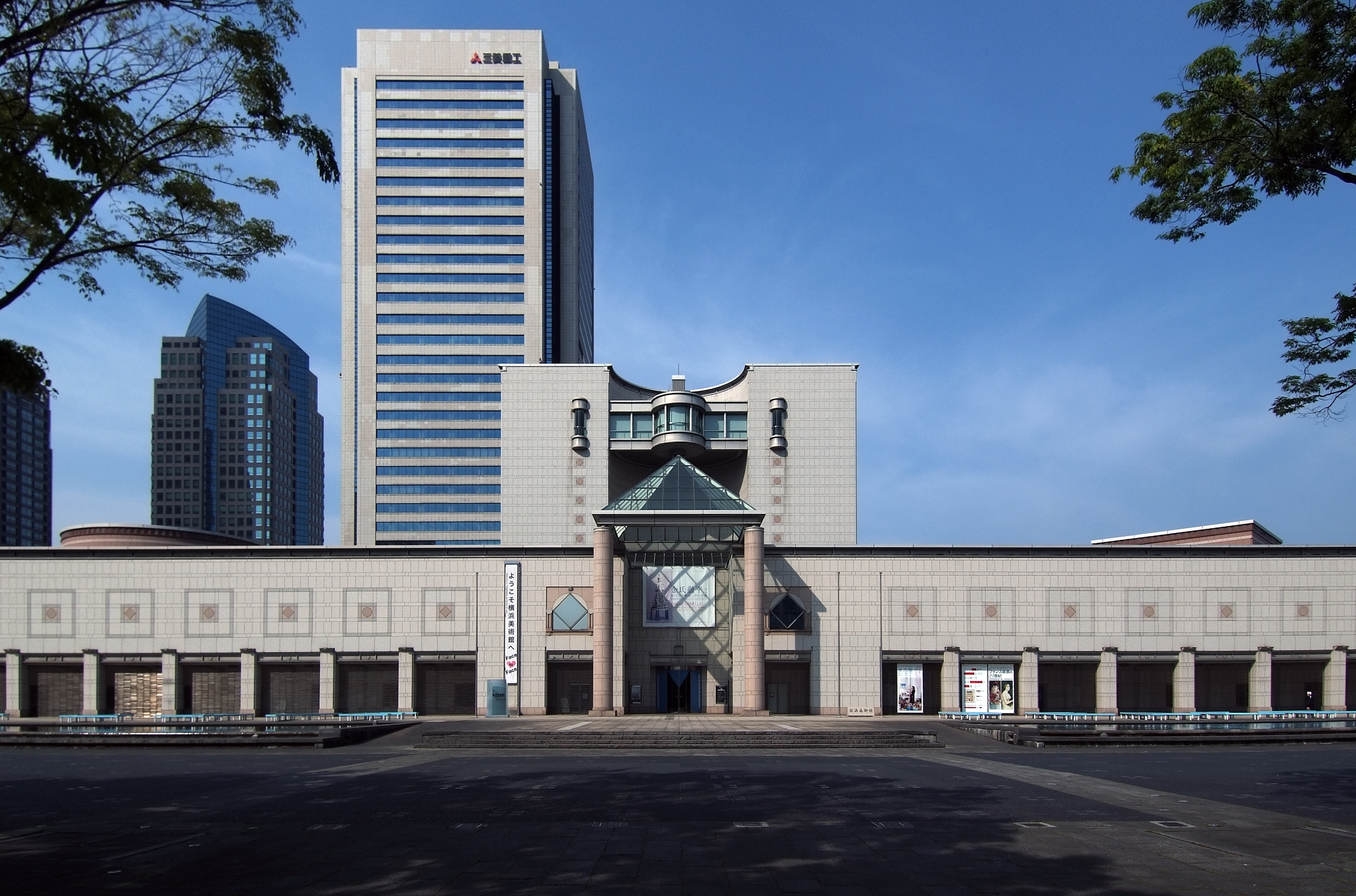
長岡現美が建設構想を刺激した横浜美術館

1964年の開館とともに長岡現代美術館賞が創設され、これを機に現代美術作品も数多く収集されている。3年後の1967年時点でも現代美術を扱う展示施設は長岡現代美術館を除くと少なく、具体美術協会による大阪市・中之島のグタイピナコテカ（1961年開館-1970年取壊）と、岡山県倉敷市の大原美術館新館（1962年開館）の一部のみだった。1969年7月から9月には、ウンベルト・ボッチョーニとアンドリュー・ワイエスというまったく性格の異なる2人の画家の2人展を行った。展示室の片方の壁にはボッチョーニの「人物とテーブル」を、もう片方の壁にはワイエスの「薄氷」を架け、展示室の白い壁面にたった2枚の絵画のみを展示するという奇抜な特別展だった。美術評論家の本間正義は「美術館勤めでかなり長い展覧会屋としての、私のこれまでの経験の中でも、こんな例は見当たらない」と語り、入場客を度外視した展示であるとした。
日本初の現代美術館の開館は各地に反響を呼んだ。横浜市の飛鳥田一雄市長は横浜市立の現代美術館を建設する構想を示し、足利市や新潟市などで現代美術館開館の機運が高まり、札幌市や山形市などの美術館建設の動きにも影響を与えた。足利市には1994年に足利市立美術館が開館したが、収集作品は近現代美術に限定していない。横浜市長の飛鳥田が模索した美術館は1989年に横浜美術館として実現している。
長岡現代美術館賞は1968年まで毎年開催されたが、1969年からは休止となった。1978年には大光銀行の乱脈融資が表面化し、1979年には長岡現代美術館自体が閉館。「大光コレクション」の大部分は各地の美術館に売却された。

### その後
1993年には新潟県美術博物館を前身として、長岡市宮関町の千秋が原ふるさとの森敷地内に新潟県立近代美術館が開館。この美術館は売却された「大光コレクション」のうち約半分を購入しており、開館記念展覧会「大光コレクション展」では各地に散らばったコレクションの意義を再確認した。1994年には長岡市今朝白に駒形十吉記念美術館が開館し、日本の近代美術を中心としたコレクションを有している。
兵庫県立近代美術館を引き継いで2002年に開館した兵庫県立美術館では、2002年4月6日から6月23日に開館記念展覧会として「美術館の夢」を開催し、現代美術のコーナーでは長岡現代美術館のコレクションを紹介した。また同時期の2002年4月20日から6月9日には、新潟県立近代美術館で「長岡現代美術館賞回顧展 1964-1968」が開催された。2013年には横浜美術館で個人コレクションを主題としたコレクション展が行われ、「大光コレクション」が紹介された。横浜美術館は「大光コレクション」のうち主にシュルレアリスム作品を購入しており、ポール・デルヴォーの「階段」、ジャン・フォートリエの「無題」、ジョージ・グロスの「エドガー・アラン・ポーに捧ぐ」、ワシリー・カンディンスキーの「網の中の赤」、ルネ・マグリットの「青春の泉」、ヴォルスの「植物」、グレアム・サザランドの「ヘッド」などが展示された。

## 長岡現代美術館賞

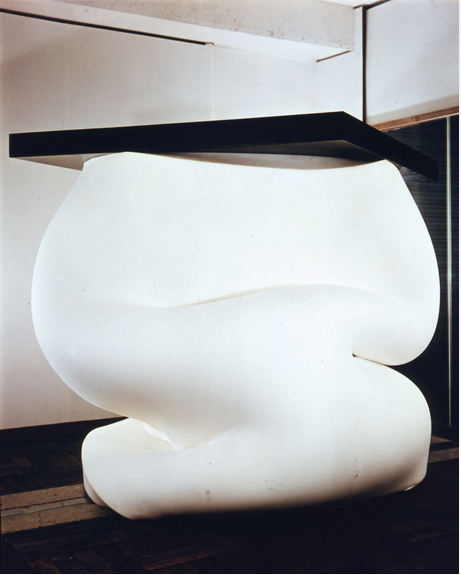
1968年に受賞した関根伸夫の「位相 スポンジ」

1964年の開館と同時に現代美術の発展を目的とした長岡現代美術館賞を創設した。国外の美術評論家を責任者として招聘し、さらに国内外から現代美術家を招待。国内外の審査員が公開審査を行い、受賞者には美術館の入館料が50円だった時代に副賞100万円が贈呈された。1968年まで5回行われた長岡現代美術館賞は若手現代美術作家の登竜門と呼ばれ、毎日新聞社が主催した国際美術展とともに作家に大きな刺激を与えたとされている。1964年は日本人作家、1965年は日本人・アメリカ人作家、1966年は日本人・イタリア人作家、1967年は日本人・イギリス人作家、1968年は日本人・西ドイツ人作家が出品した。
1964年の第1回展では土方定一、針生一郎、中原佑介を審査員に招聘し、日本人作家26人が招待されて岡本信治郎が受賞した、1965年の第2回展にはニューヨーク近代美術館のウィリアム・S・リーバーマン、針生、中原を審査員に招聘し、アメリカ人作家7人と日本人作家8人が招待されたが、審査員の票がヒンマンと高松次郎に割れたため受賞者なしとなった。1966年の第3回展にはローマ大学のポネンテ、針生、中原を審査員に招聘し、イタリア人作家7人と日本人作家8人が招待されてエンリコ・カステラーニが受賞した。1967年の第4回展にはラインハルト、針生、中原を審査員に招聘している。
歴代受賞者
| 回    | 年     | 招待作家の国籍        | 受賞者・受賞作品                 |
| ----- | ------ | --------------------- | -------------------------------- |
| 第1回 | 1964年 | 日本人作家            | 岡本信治郎「10人のインディアン」 |
| 第2回 | 1965年 | 日本人/アメリカ人作家 | 該当者なし                       |
| 第3回 | 1966年 | 日本人/イタリア人作家 | エンリコ・カステラーニ           |
| 第4回 | 1967年 | 日本人/イギリス人作家 | 山口勝弘「作品」                 |
| 第5回 | 1968年 | 日本人/西ドイツ人作家 | 関根伸夫「位相 スポンジ」        |

## 所蔵作品

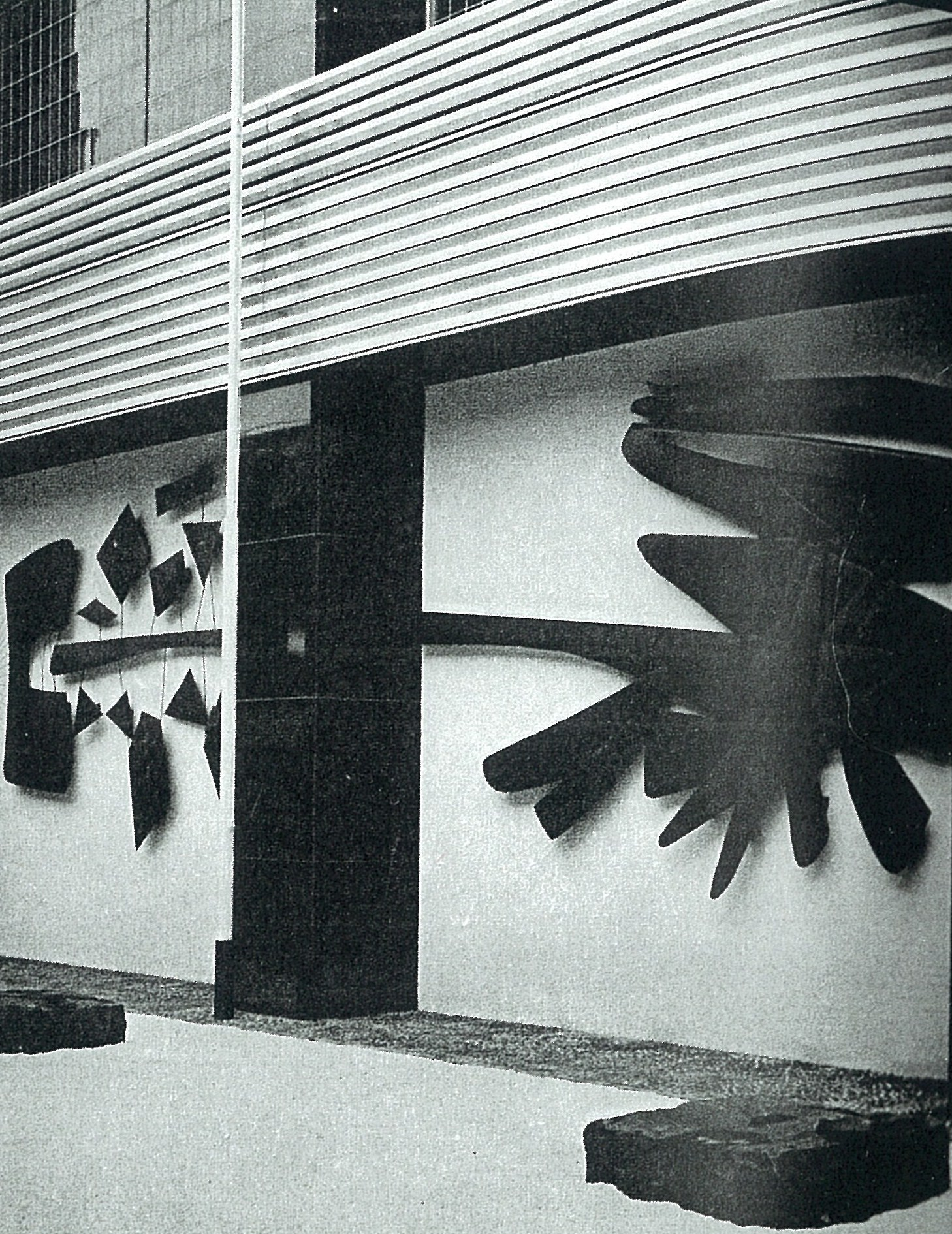
斎藤義重による建物前のレリーフ

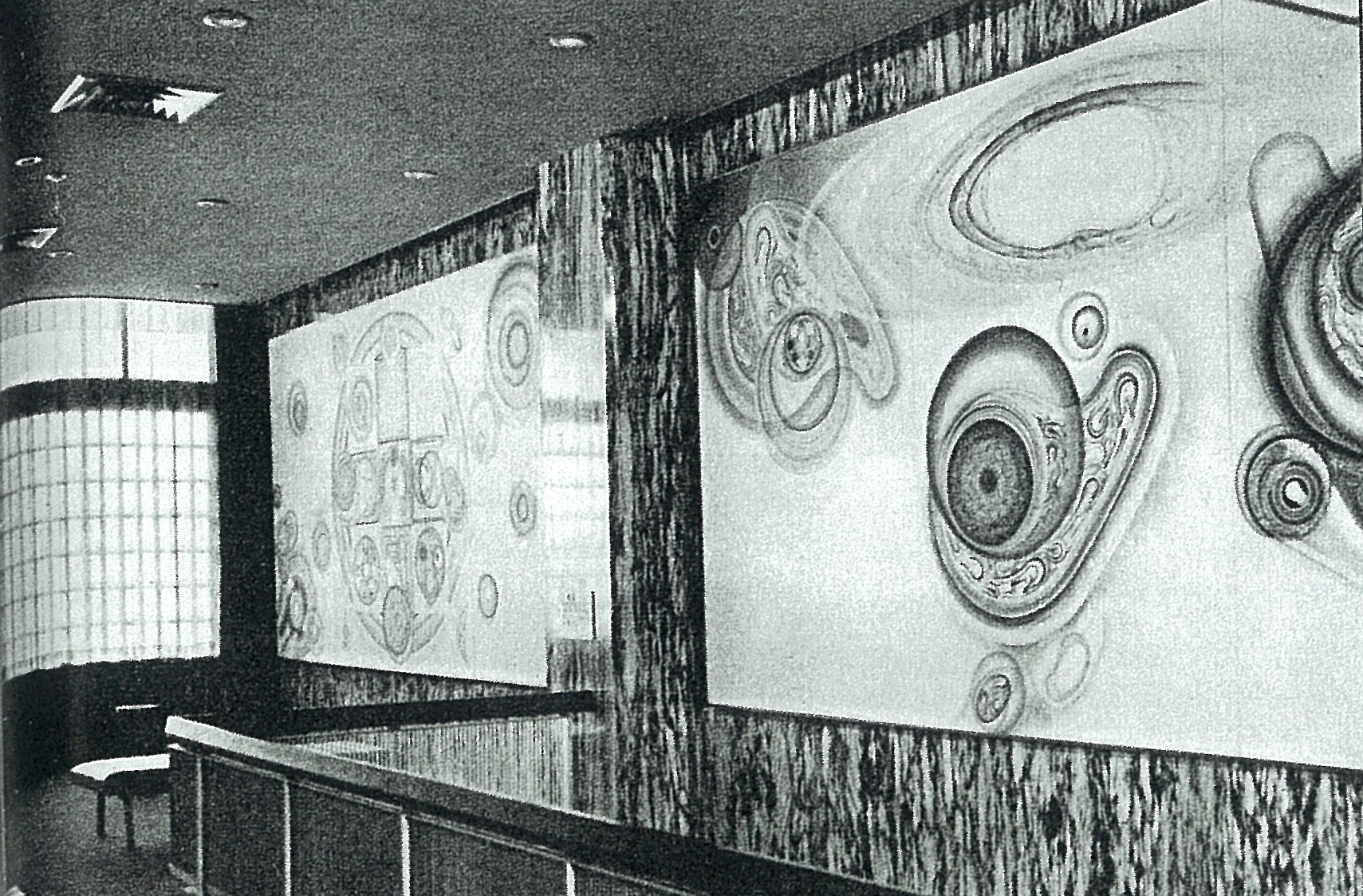
前田常作による2階ロビーの壁画

もの派に位置付けられた関根伸夫

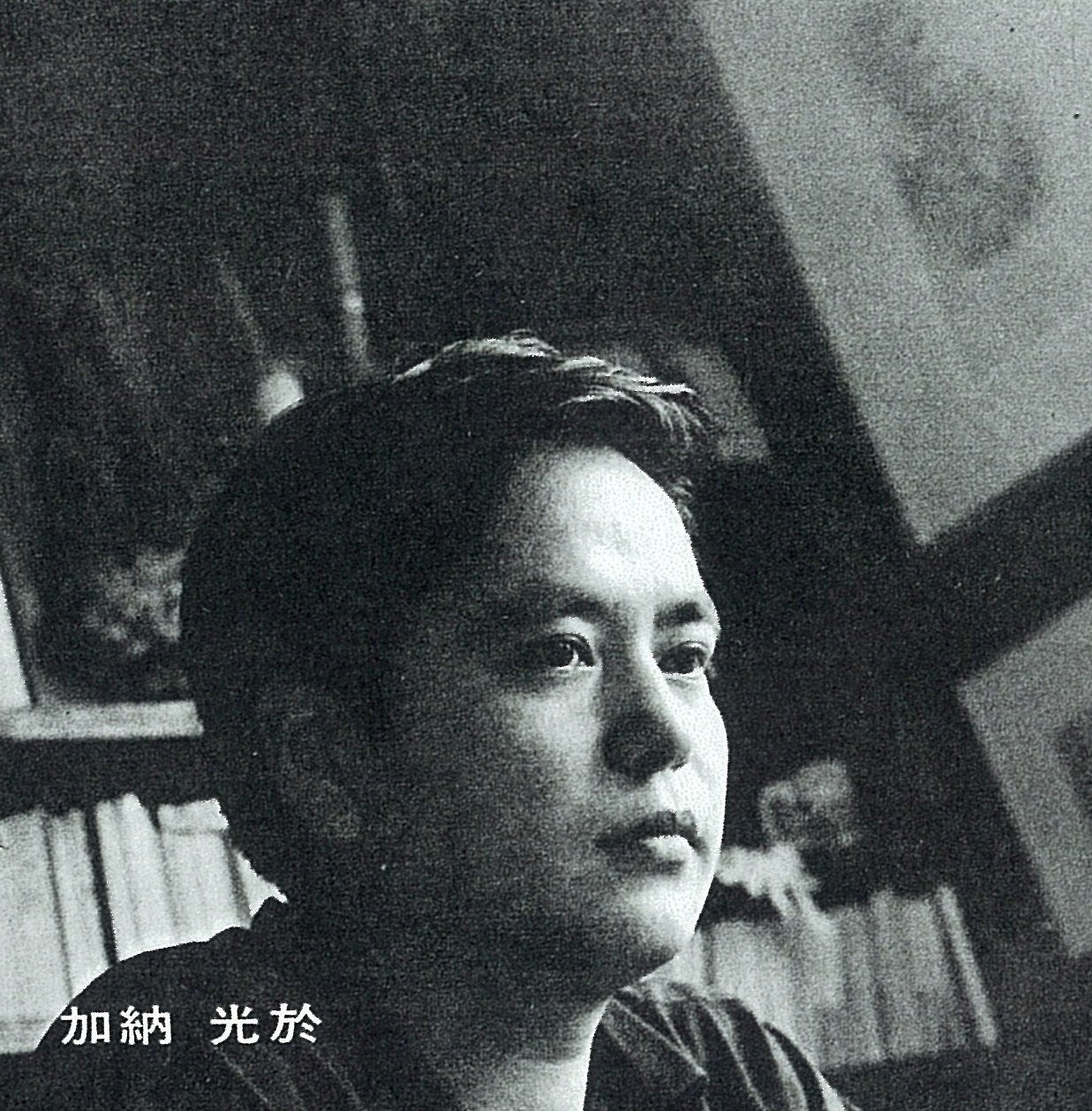
版画家の加納光於

『美術館を歩く東日本編』では当館の常設展示物として流政之の「夜明け前」や菅井汲の作品などが紹介されており、「近代日本の洋画の流れ」展で坂本繁二郎や藤田嗣治、安井曽太郎や高松次郎の作品が展示されたことが記されている。『美術館を歩く東日本編』によれば国鉄長岡駅から徒歩5分の距離であり、美術館の展示スペースは268m2だった。
ニューヨーク近代美術館の館長が訪れて展示を絶賛したことがあるという。これら「大光コレクション」と呼ばれた近現代美術のコレクションは質・量ともに日本有数であり、当時は日本最大の現代美術館だった。1977年時点では約500点を所蔵しており、大きく「世界の現代絵画」、「日本の近代洋画」、「現代彫刻」、「現代版画」に分かれていた。

### 世界の現代絵画
- ポール・セザンヌ「ひげのある男」[1][5]
- ジョアン・ミロ「アブストラクト・コンポジション」[1][5]
- パブロ・ピカソ「静物」[1][5]
- サルバドール・ダリ「海の皮膚をひきあげるヘラクレスが…」[1][5]
- パウル・クレー「舵手」[1][5]
- ワシリー・カンディンスキー「網の中の赤」[5]
- イヴ・タンギー「四角い星」[5]
- ルネ・マグリット「青春の泉」[5]
- マックス・エルンスト「つかの間の静寂」[5]
- ルフィーノ・タマヨ「猫」[5]
- アンドリュー・ワイエス「薄氷」[5]
- ジェームス・ローゼンクイスト「成長計画」[5]
- フランク・ステラ「ウリッドスケッチ」[5]
- イヴ・クライン、ルーチョ・フォンタナ、エンリコ・カステラーニ（英語版）、ロベルト・マッタ、オットー・ピエネ（英語版）、フランシス・ベーコン、エルズワース・ケリー、アラン・ダルカンジェロ（英語版）、アンディ・ウォーホル、フリードリヒ・シュレーダー・ゾンネンシュターン、ロイ・リキテンシュタイン[6]

など

### 日本の近代洋画
- 東山魁夷[1]
- 石本正[1]
- 加山又造[1]
- 梅原龍三郎「紫禁城」[5]
- 岸田劉生「冬枯れの道路」[5]、「切り通し」[6]、「陽の当った赤土と草」[6]
- 流政之「夜明け前」[1]
- 菅井汲「朝の森」[5]
- 浅井忠「農人」[5]
- 小山正太郎「糸を紡ぐ老婆」[5]
- 中村彝「山鳥のある静物」[5]
- 佐伯祐三「広告塔」[5]
- 安井曾太郎「読書」[5]
- 藤田嗣治「私の夢」[5]
- 坂本繁二郎「牛」[5]
- 熊谷守一「烏」[5]
- 斉藤義重「作品」[5]
- 高松次郎「カーテンをあけた女の影」[5]
- 小出楢重「ソファの裸婦」[6]
- 須田国太郎「三輪付近」[6]
- 松本竣介「画家の家族」[6]
- 三岸好太郎「オーケストラ」[6]
- 鳥海青児「北海道風景」[6]
- 北川民次「大地」[6]

など

### 現代彫刻
- 岡本太郎「釣鐘」[5]
- 流政之「夜明け前」[5][1]
- タジリシンキチ「歩哨」[5]
- 山口勝弘「作品」[5]
- 吉村益信「クイーンセミラミス」[5]
- 湯原和夫「作品」[5]
- 伊藤隆康「負の球」[5]
- 三木富雄「耳」[5]
- 関根伸夫「作品」[5]
- ペーター・レンク「積層72C」[5]
- ハビエル・コルベロ（英語版）「静止の世界」[5]

など

### 現代版画
- 長谷川潔「菓物」[5]
- 加納光於「Soldered Blue」[5]
- 池田満寿夫「夏」[5]
- アントーニ・スタルチェフスキー（オランダ語版）「Ⅲ/2F/g」[5]
- ハビエル・アレバロ（英語版）「エル・ピグメニおじさんの思い出」[5]
- 島州一「シーツとふとん」[5]

など

### その他現代美術
斎藤義重、川端実、前田常作、元永定正、オノサト・トシノブ、【【中西夏之】】、
荒川修作、小島信明、吉村益信などの抽象絵画

## 文献
- 小林弘『大光コレクション 先見の眼差し・駒形十吉』新潟日報事業社, 2003年
- 新潟県立近代美術館展『大光コレクション展 先見の眼差し…再構成。』新潟県立近代美術館展, 1993年